# Loạt Teen
Loạt Teen (tên tiếng Anh: Teen Series, tạm dịch là "Loạt mười mấy"), là tên thông dụng
của một số loại máy bay chiến đấu của Hoa Kỳ. Cụ thể, đây là các máy bay tiêm kích phản lực siêu âm được sản xuất cho Không lực Hoa Kỳ và Hải quân Hoa Kỳ vào cuối thế kỷ XX. Các máy bay này được đặt tên định danh theo hệ thống tên mới thiết lập từ năm 1962, qua đó số hiệu của tên F-# được đặt lại từ đầu. Tên này thường được dùng để ám chỉ các máy bay F-14 Tomcat, F-15 Eagle, F-16 Fighting Falcon và F/A-18 Hornet.
Các mẫu "F" thử nghiệm và không được sản xuất trong khoảng "teen" của tiếng Anh (13 đến 19) không được liệt vào nhóm Teen này. Đó là lý do tại sao Northrop YF-17 không nằm trong danh sách, mặc dù mẫu này là tiền thân của F/A-18. Tên định danh F-13 và F-19 không được sử dụng.

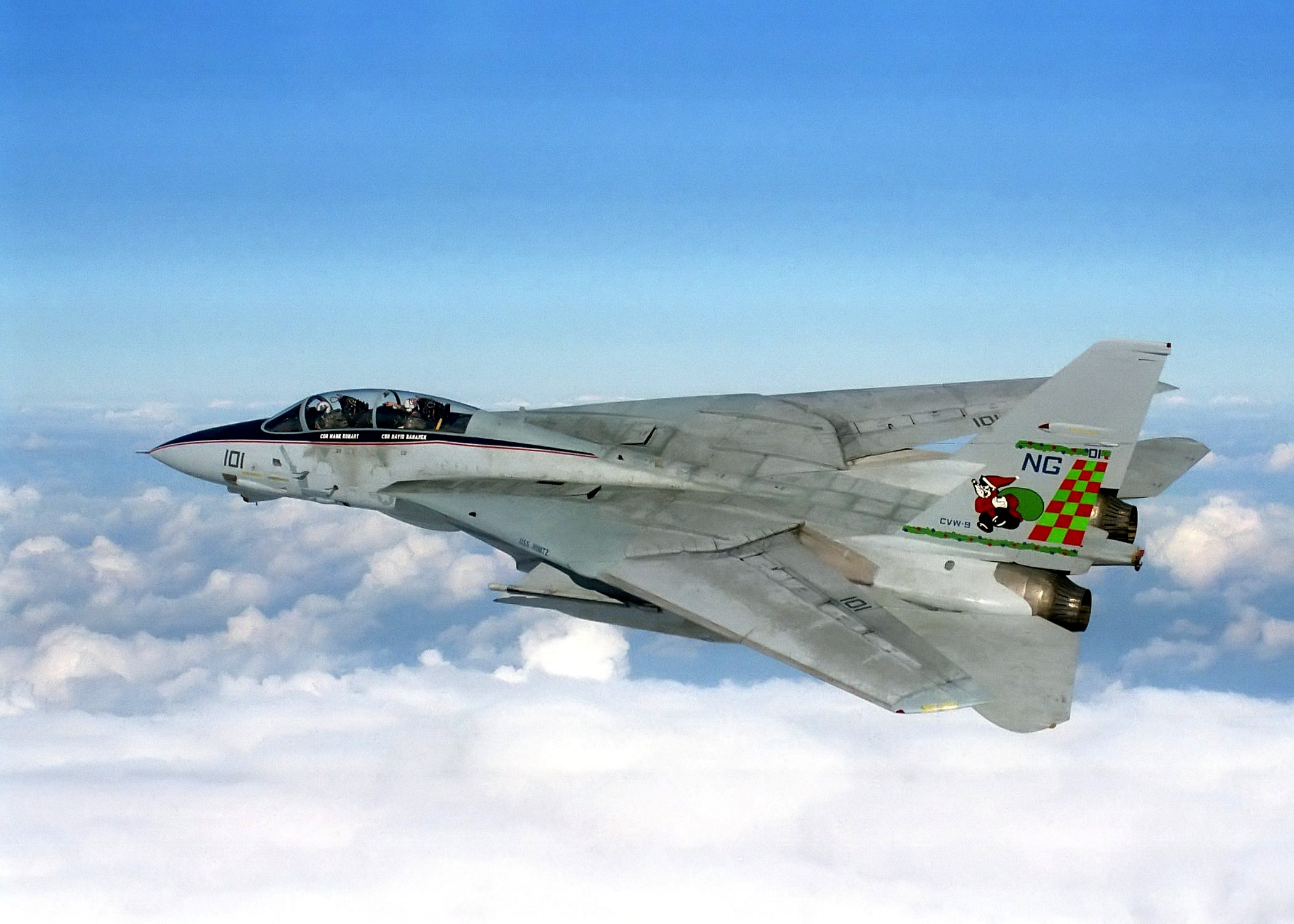
F-14 Tomcat - máy bay tiêm kích 2 chỗ ngồi, 2 động cơ, cánh cụp cánh xòe
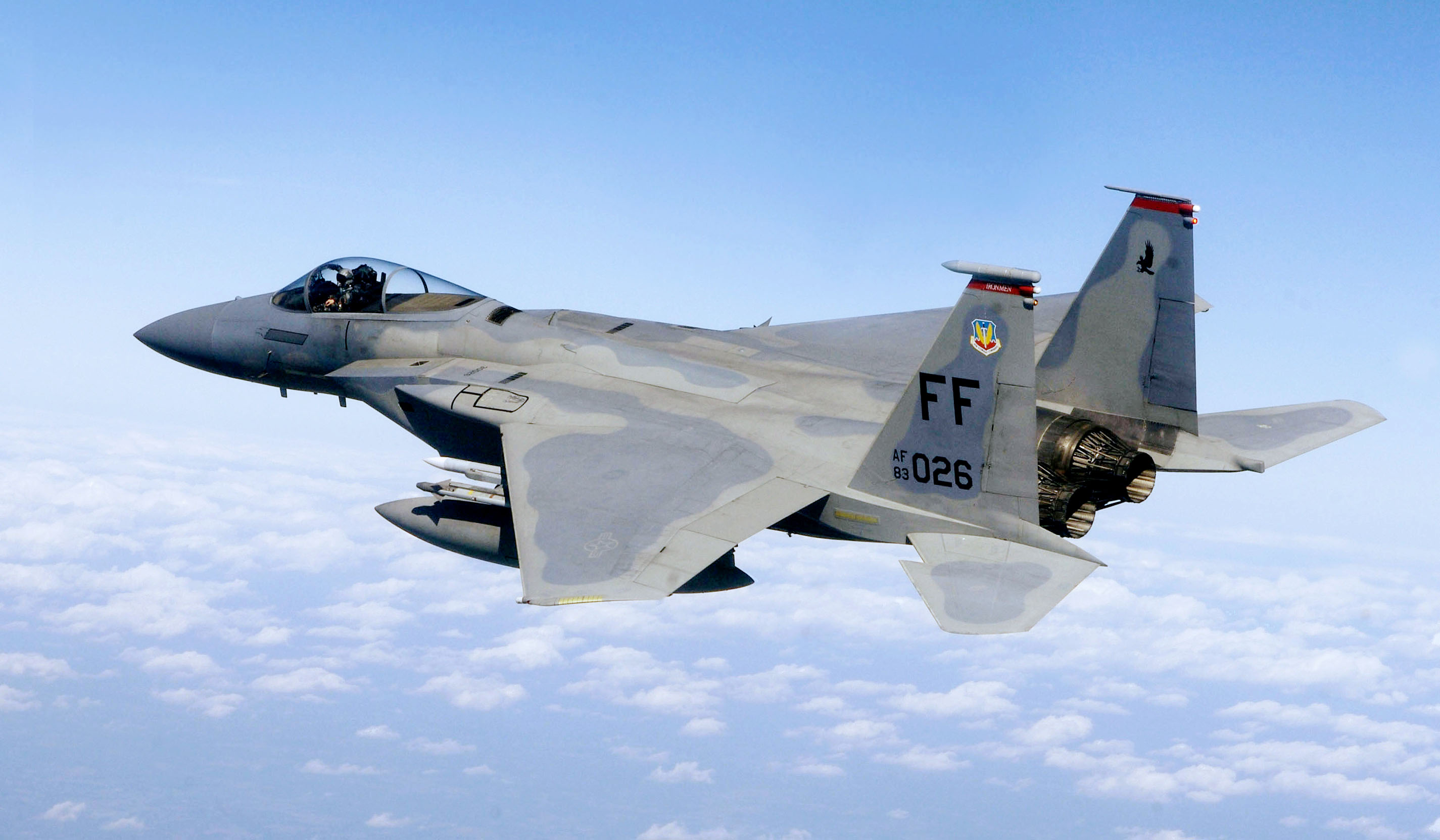
F-15 Eagle - máy bay tiêm kích 2 động cơ
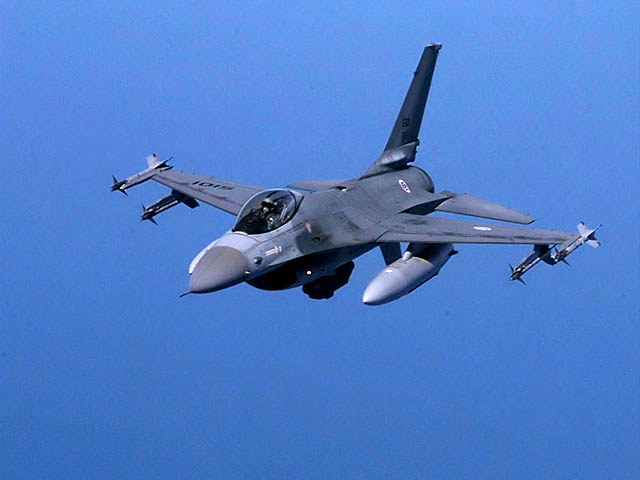
F-16 Fighting Falcon - máy bay tiêm kích đa năng một động cơ
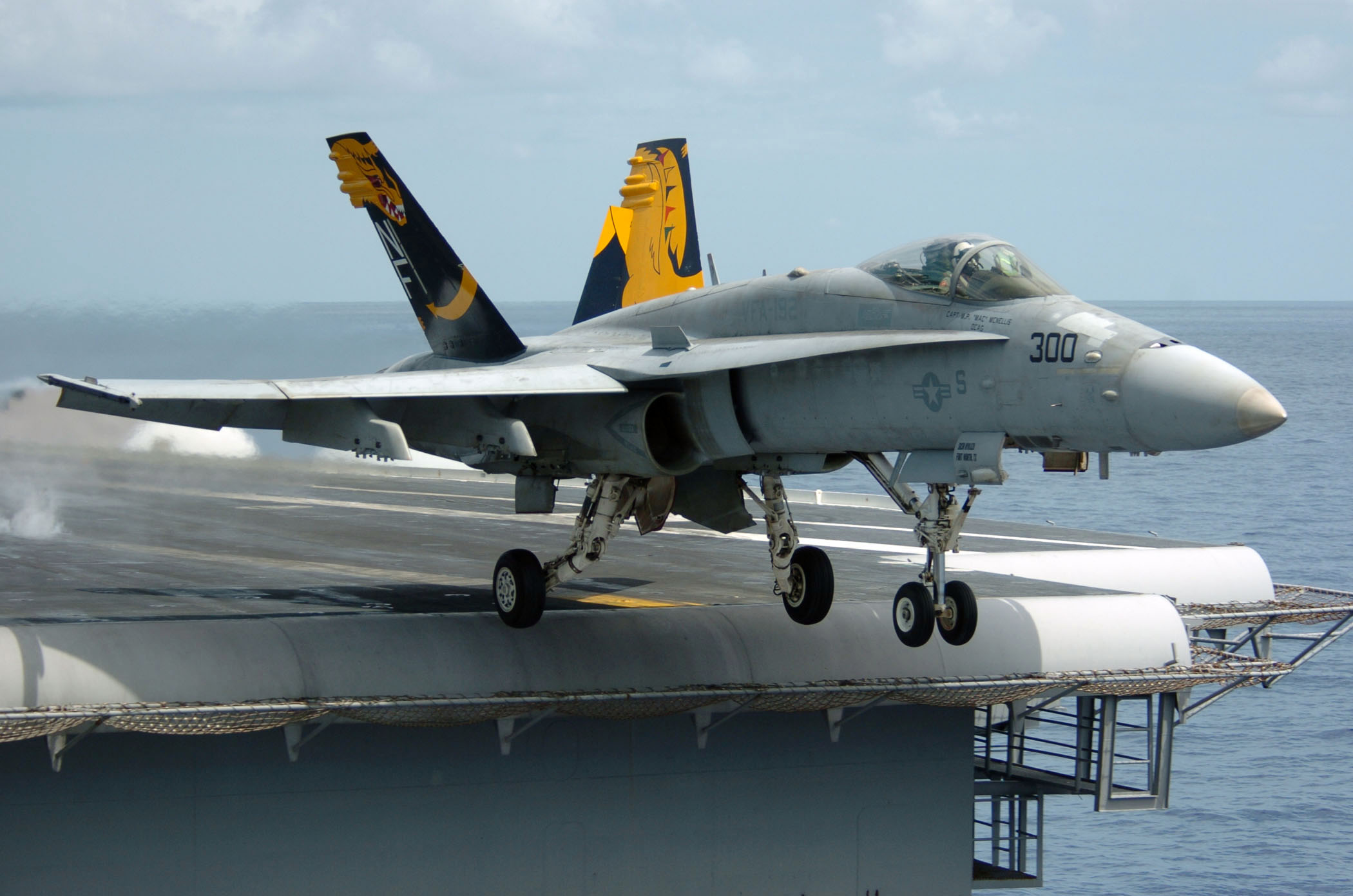
F/A-18 Hornet máy bay sử dụng trên tàu sân bay, đa chức năng, 2 động cơ